# Image Packaging System
Image Package System, también conocido como IPS o pkg(5), es un sistema de gestión de paquetes creado por la comunidad de OpenSolaris en coordinación con Sun Microsystems. Es usado en el sistema operativo libre OpenSolaris.
Entre sus características pueden destacarse:
- Uso de ZFS y su capacidad de crear instantáneas, lo que permite a IPS generar automáticamente múltiples entornos de arranque y una sencilla vuelta atrás tras una actualización fallida.
- Acciones transaccionales.
- Soporte para el sistema de paquetes SVR4 (tradicional de Solaris).
- Capacidad de hacer búsquedas remotas en paquetes no instalados.
- Aviso de actualizaciones.
- Publicación en repositorio en red.
- Historial.